# Pīr Komāj
Pīr Komāj (persiska: پیر کماج) är en ort i Iran.   Den ligger i provinsen Khorasan, i den nordöstra delen av landet, 700 km öster om huvudstaden Teheran. Pīr Komāj ligger 1 194 meter över havet och antalet invånare är 558.
Terrängen runt Pīr Komāj är platt åt sydväst, men åt nordost är den kuperad.Runt Pīr Komāj är det ganska tätbefolkat, med 56 invånare per kvadratkilometer. Närmaste större samhälle är Nīshābūr, 7,6 km sydost om Pīr Komāj. Omgivningarna runt Pīr Komāj är i huvudsak ett öppet busklandskap.